# Paula Westher
Paula Westher Svensson, née le 16 avril 1965 à Malmö, est une coureuse cycliste suédoise.

## Palmarès sur route

### Jeux Olympiques
- 1984 Los Angeles
  - 35e de la course en ligne
- 1988 Séoul
  - 26e de la course en ligne

### Championnats du monde
- 1983 Altenrhein
  - 50e de la course en ligne
- 1985 Giavera del Montello
  - 52e de la course en ligne
- 1986 Colorado Springs
  - 43e de la course en ligne
- 1989 Chambéry
  - 49e de la course en ligne

### Par années
- 1983
  -  Championne de Suède sur route juniors
  -  Championne de Suède du contre-la-montre juniors
- 1984
  - GP Skandinavie
- 1985
  -  Championne de Suède sur route
- 1986
  -  Championne de Suède sur route
- 1987
  - 2e du GP Skandinavie
- 1988
  - 3e du championnat de Suède sur route
  - 3e de Omloop van `t Molenheike
- 1989
  - GP Skandinavie
  - 2e du championnat de Suède sur route
  - 2e de Omloop van `t Molenheike

### Grands tours

#### Tour d'Italie
2 participations
- 1988 : 19e
- 1989 : 23e et victorieuse sur le prologue

#### Tour de France
2 participations
- 1985 : 19e
- 1986 : 15e